# Borger-Odoorn
Borger-Odoorn este o comună în provincia Drenthe, Țările de Jos. Comuna este numită după două localități: Borger și Odoorn.

## Localități componente
Boermastreek - Borger - Bronneger - Bronnegerveen - Buinen - Buinerveen - Drouwen - Drouwenermond - Drouwenerveen - Eerste Exloërmond - Ees - Eesergroen - Eeserveen - Ellertshaar - Exloo - Exloërkijl - Klijndijk - Nieuw-Buinen - Odoorn - Odoornerveen - Tweede Exloërmond - Tweede Valthermond - Valthe - Valtherblokken - Valthermond - Westdorp - Zandberg.